# Cyanoéthyne
Le cyanoéthyne ou cyanoacétylène ou propiolonitrile est un composé chimique de formule brute C3HN est le plus simple des cyanopolyynes.

## Propriétés
De par ses triples liaisons, le cyanoacétylène est une molécule riche en électrons et donc assez réactive (additions électrophiles notamment). Il peut être utilisé en synthèse inorganique pour produire des prébiotiques, comme l'acide aspartique, l'asparagine ou la cytosine.

## Occurrence naturelle
Le cyanoacétylène, comme beaucoup de nitriles insaturés, a une grande importance en exobiologie. Sa présence a notamment été détectée dans l'atmosphère de Titan, le plus gros des satellites de Saturne, mais aussi dans la queue des comètes, dans le milieu interstellaire, et il est utilisé dans de nombreuses simulations de l'atmosphère primitive terrestre.